# Кодино (Архангельська область)
Кодино (рос. Кодино) — селище в Онезькому районі Архангельської області Російської Федерації.
Населення становить 1469 осіб. Входить до складу муніципального утворення Кодинське поселення.

## Історія
Від 2004 року входить до складу муніципального утворення Кодинське поселення.

## Населення
| 1959 | 1970  | 1979  | 1989  | 2002  | 2010  | 2012  |
| ---- | ----- | ----- | ----- | ----- | ----- | ----- |
| 4272 | ↘3703 | ↘3191 | ↘2751 | ↘1758 | ↘1514 | ↘1469 |